# Dunc Munro
Dunc Munro   (Consell de Moray, 19 de gener de 1901 - Montreal, 3 de gener de 1958) va ser un jugador i entrenador d'hoquei sobre gel canadenc que va competir durant les dècades de 1920 i 1930. Nascut a Escòcia, emigrà amb la seva família quan era un nen a Toronto, Ontario, on va aprendre a jugar a hoquei. De jove també destacà com a atleta. Estudià a la University of Toronto Schools, on jugà a hoquei i guanyà la primera Memorial Cup.
Abans de jugar a la National Hockey League jugà al Toronto Granites. El 1924 va prendre part en els Jocs Olímpics de Chamonix, on guanyà la medalla d'or en la competició d'hoquei sobre gel.
Un cop finalitzats aquests Jocs passà a jugar a la NHL amb els Montreal Maroons, amb qui guanyà la Stanley Cup de 1926. El 1928 va perdre la final contra el New York Rangers. Un atac de cor el va allunyar temporalment dels camps de joc el 1929. En recuperar-se fou nomenat jugador-entrenador durant la temporada 1929-1930. El 1931-1932 fitxà pel Montreal Canadiens i a final de la temporada es retirà.